# Plinia involucrata
Plinia involucrata là một loài thực vật có hoa trong Họ Đào kim nương. Loài này được (O.Berg) McVaugh miêu tả khoa học đầu tiên năm 1969.